# Bion-M1
Bion-M1 (russisch Бион-М №1) ist eine russische Raumfahrtmission. Es war der erste Start eines verbesserten Modells der Bion-Satelliten. Der Satellit wurde am 19. April 2013 um 10:00 Uhr UTC mit einer Sojus-2.1a-Rakete von Baikonur aus gestartet, zusammen mit den sechs Kleinsatelliten AIST 2, Beesat-2, Beesat-3, OSSI 1, SOMP und Dove-2. Der Satellit trug eine Landekapsel, die am 19. Mai 2013 etwa 100 km nördlich von Orenburg landete.

## Wissenschaftliche Nutzlast
Folgende während des Fluges automatisch ablaufende wissenschaftliche Experimente befanden sich an Bord:
- ein geschlossenes Ökosystem mit Euglena gracilis, Hornblatt, Posthornschnecken, mexikanischen Flohkrebsen und Buntbarschen, die sich beim Start im Larvenstadium befanden. Während des Fluges wurden die Fischlarven und die Algen gefilmt, um eventuelle Änderungen im Verhalten zu sehen. Außerdem werden regelmäßig Proben der Algen genommen und fixiert, um nach der Landung die Expression bestimmter Gene, die bei der Schwerewahrnehmung eine Rolle spielen könnten, zu analysieren.
- Pilze und Bakterien in Behältern an der Außenseite der Rückkehrkapsel, um zu testen, ob diese Mikroorganismen Vakuum und Wiedereintritt in die Erdatmosphäre überleben können
- Wirbeltiere[6] zum Test der Auswirkungen der Schwerelosigkeit auf Skelettbau, innere Organe und Immunsystem[7]
  - 45 Labormäuse (Mus musculus, C57black/6)
  - 8 Mongolische Rennmäuse (Meriones unguiculatus)
  - 15 Geckos (Chondrodactylus turneri)
- Weichtiere
  - 20 Weinbergschnecken (Helix pomatia)

## Ergebnisse
Nach der Landung berichtete die russische Nachrichtenagentur Interfax, dass alle Wüstenrennmäuse und mehr als die Hälfte aller Mäuse an Bord den Flug nicht überlebt hatten. Die Wüstenrennmäuse starben aufgrund einer Betriebsstörung in einem Modul. Alle anderen Tiere und biologischen Experimente erreichten die Erde unbeschadet und wurden zu weiteren Untersuchungen nach Moskau gebracht.